# 五重塔 (大石寺)

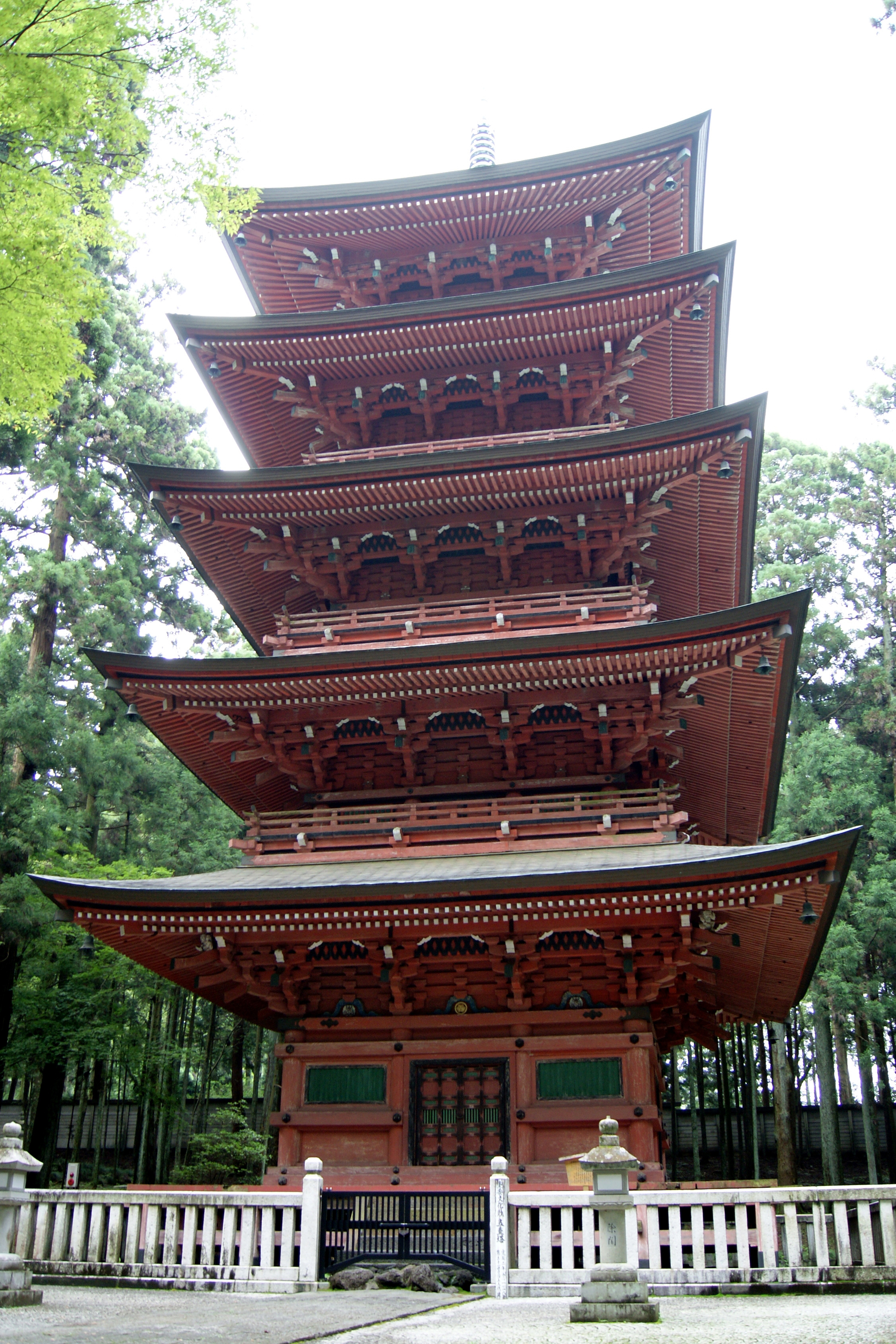
五重塔（2010年7月撮影）

五重塔（ごじゅうのとう）は、静岡県富士宮市の大石寺にある塔。

## 概要
享保年間に、第26世日寛が「東洋広布」を望み、徳川6代将軍家宣夫人・天英院とともに起塔の志を立てその基金を残した事に始まる。その後、第31世日因が庶民に仏道に入るように勧めて得た寄金と、亀山城主・板倉勝澄の供養によって、1749年（寛延2年）6月に建立された。内部には、31世・日因が1749年2月28日に書写した本尊が安置されている。
大石寺における堂宇（堂の建物）はすべて南向きに立てられ、須弥壇（本尊を安置する台）は本堂の北側に安置され、本尊が南側から太陽の光を浴びるように作られている。これは、日本古来の「君子南面」（南に向かって座るのが上座）の風習にならったものである。
しかし、この五重塔に限っては、日蓮の「月氏の仏法（月氏＝インドの意、すなわち釈迦仏法のこと）は西から東にわたってきたが、久遠元初の本法である日蓮の仏法は東から西（日本から中国・インド）に広まる」（諌暁八幡抄趣意）という記述を受け、大石寺境内で唯一西向き（中国・インド向き）に立てられている。
1953年（昭和28年）、老朽化も甚だしい時に、創価学会会長（当時）であった戸田城聖が64世日昇上人に修復の寄進を申し入れ完成した。その後1966年（昭和41年）6月（66世日達の代）6月11日に国の重要文化財に指定された。この翌年と2016年（平成28年）には修復工事が行われた。
東海道一の規模で、高さは34m。毎年2月16日（日蓮の誕生日）には五重塔を開け、法主の大導師による「御塔開き」のお経が行われる。また、この五重塔のそばには、修復に貢献した戸田城聖の墓がある。